# La Mohonera, Puebla
La Mohonera är en ort i Mexiko.   Den ligger i kommunen Hueyapan och delstaten Puebla, i den sydöstra delen av landet, 180 km öster om huvudstaden Mexico City. La Mohonera ligger 1 729 meter över havet och antalet invånare är 137.
Terrängen runt La Mohonera är kuperad söderut, men norrut är den bergig. Terrängen runt La Mohonera sluttar norrut. Runt La Mohonera är det ganska tätbefolkat, med 199 invånare per kvadratkilometer. Närmaste större samhälle är Teziutlan, 11,9 km sydost om La Mohonera. I omgivningarna runt La Mohonera växer huvudsakligen savannskog.